# Świątki (województwo łódzkie)
Świątki – wieś w Polsce położona w województwie łódzkim, w powiecie sieradzkim, w gminie Klonowa.
| SIMC    | Nazwa     | Rodzaj    |
| ------- | --------- | --------- |
| 0704913 | Bery      | część wsi |
| 0704920 | Borki     | część wsi |
| 0704936 | Czekaje   | część wsi |
| 0704942 | Mlostki   | część wsi |
| 0704959 | Sójki     | część wsi |
| 0704965 | Staniochy | część wsi |
| 0704971 | Urbany    | część wsi |

W latach 1975–1998 miejscowość położona była w województwie sieradzkim.
3 września 1939 żołnierze Wehrmachtu dokonali zbrodni na ludności wsi. Zamordowali małżeństwo Łuszkiewiczów.